# Hadogenes
Hadogenes je rod velice velkých skalních štírů obývajících Afriku od Jihoafrické republiky až po Tanzanii. Zástupce lze dobře identifikovat podle jejich tenkého ocasu, malého telsonu a mohutných pedipalp. Velice nápadná je také malá výška těla. Biotop tvoří hory a skalnatá prostředí. Celé tělo je uzpůsobeno k životu ve skalnatém prostředí. Většinu života tráví v puklinách. Samice jsou často větší než samci a mají méně prodlouženou metasomu (ocásek). Jed je nesmírně slabý. Štíři jej takřka nepoužívají.
Rod Hadogenes je pod velkým tlakem ze strany ničení původních lokalit. Tito pozoruhodní tvorové jsou díky používání DDT velice vzácní a některé druhy vymírají. Naštěstí se jedná o chovatelsky atraktivní druhy a jednu samici Hadogenes paucidens má i Zoo Praha. Pomalé životní cykly a malý počet mláďat dělají Hadogenes extrémně zranitelným.

## Druhy
- Hadogenes austroafricanus Penther, 1900
- Hadogenes bicolor Purcell, 1899
- Hadogenes gracilis Hewitt, 1909
- Hadogenes granulatus Purcell, 1901
- Hadogenes gunnigi Purcell, 1899
- Hadogenes hahni (Peters, 1862)*
- Hadogenes lawrencei Newlands, 1972
- Hadogenes longimanus Prendini, 2001*
- Hadogenes minor Purcell, 1899
- Hadogenes newlandsi Prendini, 2001*
- Hadogenes paucidens Pocock, 1896
- Hadogenes phyllodes Thorell, 1876
- Hadogenes polytrichobothrius Prendini, 2006*
- Hadogenes southpansbergensis Prendini, 2006*
- Hadogenes tityrus (Simon, 1888)
- Hadogenes trichiurus (Gervais, 1843)
- Hadogenes troglodytes (Peters, 1861)
- Hadogenes zuluanus Lawrence, 1937
- Hadogenes zumpti Newlands & Cantrell, 1985